# کامیلوخ
کامیلوخ (به لاتین: Kamilukh) یک منطقهٔ مسکونی در روسیه است که در داغستان واقع شده‌است.